# Arvier
Arvier (arpità  Arviér) és un municipi italià, situat a la regió de Vall d'Aosta, al fons de la vall del Dora Baltea. L'any 2007 tenia 858 habitants. Limita amb els municipis d'Avise, Introd, La Thuile, Rhêmes-Saint-Georges, Saint-Nicolas, Valgrisenche i Villeneuve.
Entre el 4 i el 12 de setembre de 2010 s'hi va celebrar la VI edició del Campionat d'escacs de la Unió Europea, un torneig que en categoria femenina va guanyar la Gran Mestre Femenína (WGM) balear Mònica Calzetta.

## Administració
| Període | Identitat     | Partit           |
| ------- | ------------- | ---------------- |
| 2005-   | Walter Riblan | Unió Valldostana |

## Personatges il·lustres
- Maurice Garin, ciclista, primer guanyador del Tour de França

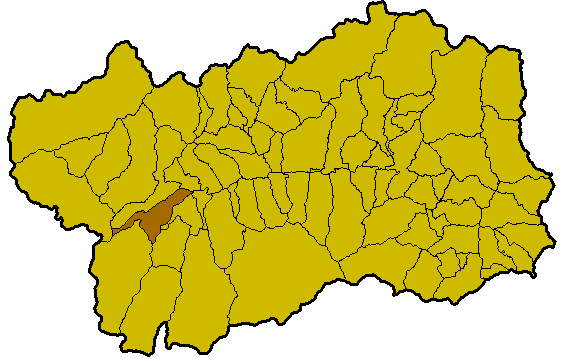
Situació d'Arvier a la Vall